# Iakiv Holovatsky
Iakiv Holovatsky, né en 1814 dans le royaume de Galicie et de Lodomérie et mort en 1888, est un écrivain, prêtre, poète, enseignant, folkloriste et traducteur.
Né le 17 octobre 1814 du calendrier grégorien à Tchepeli, aujourd'hui dans le raïon de Zolotchiv et mort le 13 mai 1888 du même calendrier, à Vilnus.
Il fut étudiant du gymnasium de Lviv avant d'entrer en 1831 en l'université de Lviv en philosophie. C'est à ce moment qu'il rencontrait Markian Chachkevytch et fondèrent le  mouvement Triade ruthène. En 1835 il allait étudier à l'université Loránd-Eötvös de Budapest et par l'étude de la slavistique rencontre les mouvements tchèque, slovaques et serbe de la ville et à la rédaction de l'almanach galicien en russe Sirène du Dniepr (« Rousalska dnistrovaïa »). Il retournait à l'université de Lviv et obtenait un diplôme de théologie et fut ordonné prêtre. Il devint prêtre rural de 1842 à 1848. Il a travaillé avec son frère à la publication, à Vienne, de Contes et énigmes galiciennes livre de Hryhoriy Ilkevitch. Il a participé à Chansons folkloriques de la Galice et de la Rus hongroise en trois tomes. Un fond de sa correspondance est conservé à la bibliothèque de l'université de Lviv.
Il repose au cimetière Sainte-Euphrosyne de Vilnius.

## Famille
En 1841 il se mariait avec Maria Bouratchynska.

## Hommages
Une rue de Ternopil porte son nom.

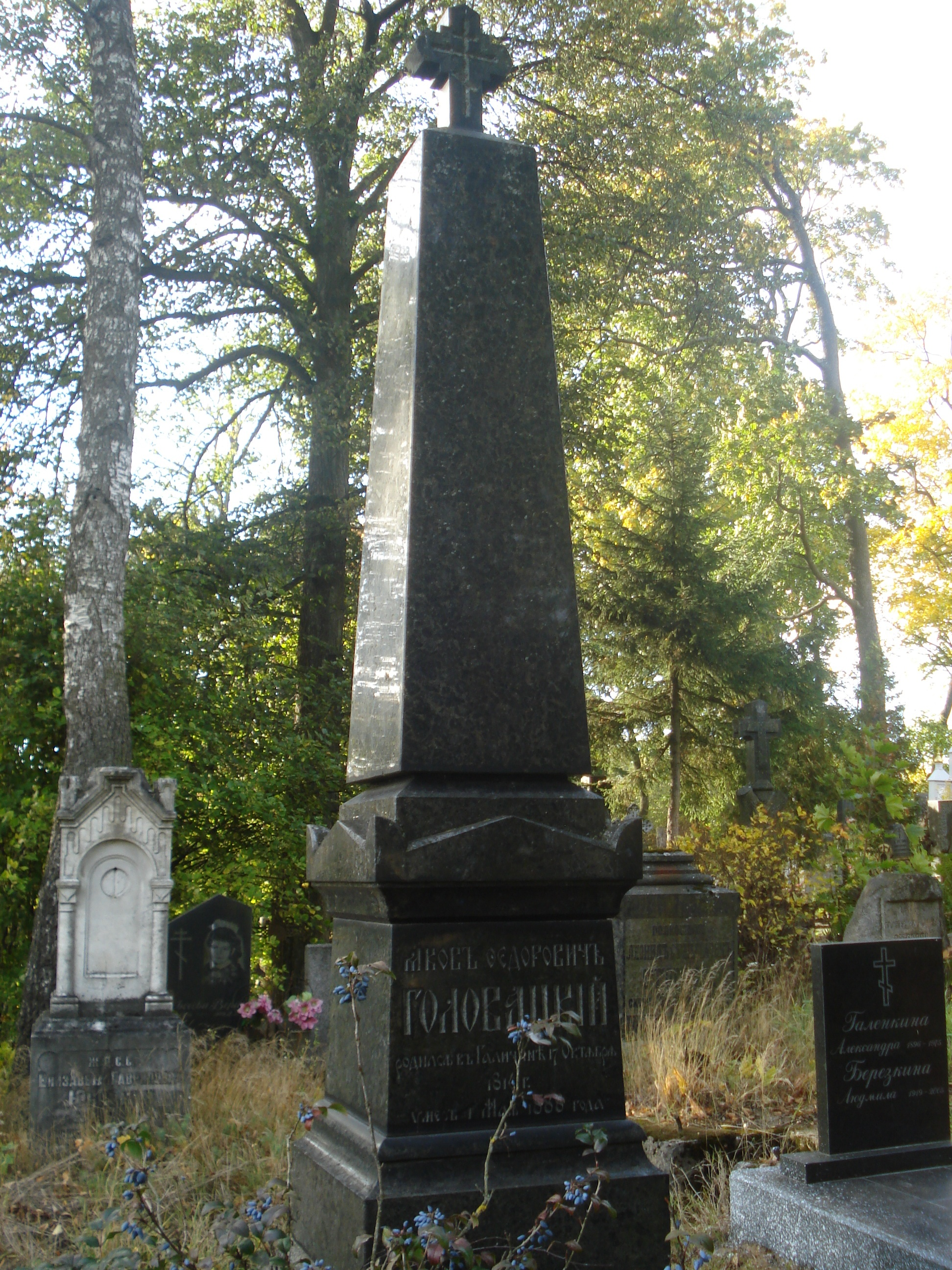
Sa tombe.
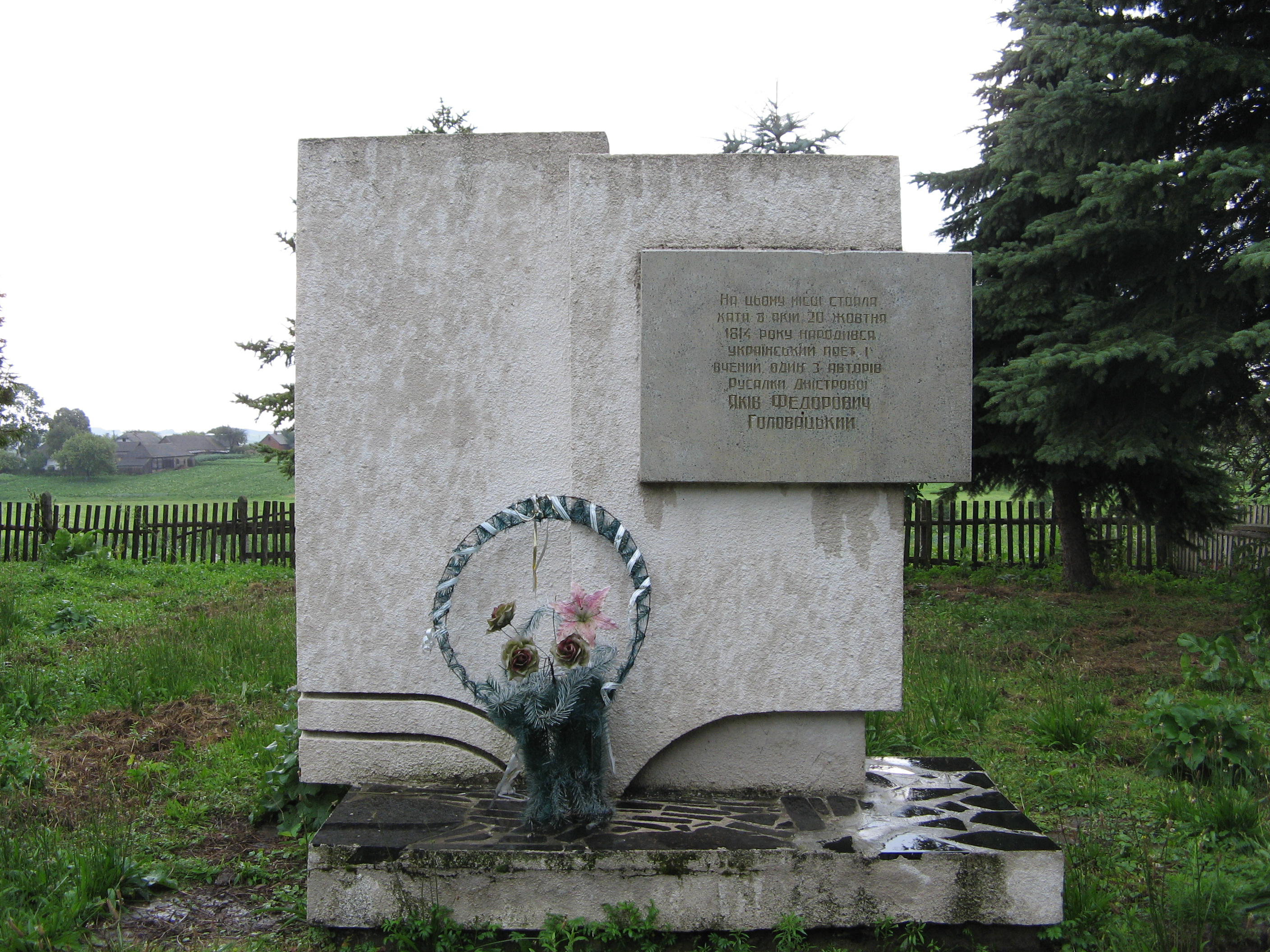
mémorial en son village natal, classé[1].